# Kabupaten d'Aceh Tamiang
Le kabupaten d'Aceh Tamiang est un kabupaten de la province d'Aceh, située à la pointe ouest de l'île de Sumatra.
En 2023, sa population était de 308 102 habitants.